# ميس هلدبراندي
ميس هلدبراندي (الاسم العلمي: Celtis hildebrandii) هو نوع نباتي يتبع جنس الميس من فصيلة القنبية.